# Le Retour du Tchad
Le Retour du Tchad  est un journal de voyage d'André Gide publié en 1928 aux éditions Gallimard. Il constitue la suite du Voyage au Congo publié l'année précédente.

## Résumé
Ce voyage qui débute à Fort-Lamy (actuelle ville de N'Djaména au Tchad) se déroule ensuite essentiellement dans le Cameroun français sous  Mandat de la Société des nations durant l’année 1926. L’expédition, qui dure environ trois mois, débute en bateau sur le Logone et se poursuivre à pied pratiquement jusqu’à Yaoundé.
Sur le Logone
André Gide remonte le Logone avec trois baleinières du 20 février au 5 mars 1926 et fait étape à : Fort-Lamy, Logone-Birni, Logone-Gana, Douboul, Kolem, Kaséré, Mazéré, Gamsi, Pouss, Mala, Moosgoum et Mirebeddine.
Il traverse donc les villages des  peuples Kotoko puis des peuples Massa. Il effectue dans ce chapitre une description minutieuse des cases obus des Massas.
Retour en arrière

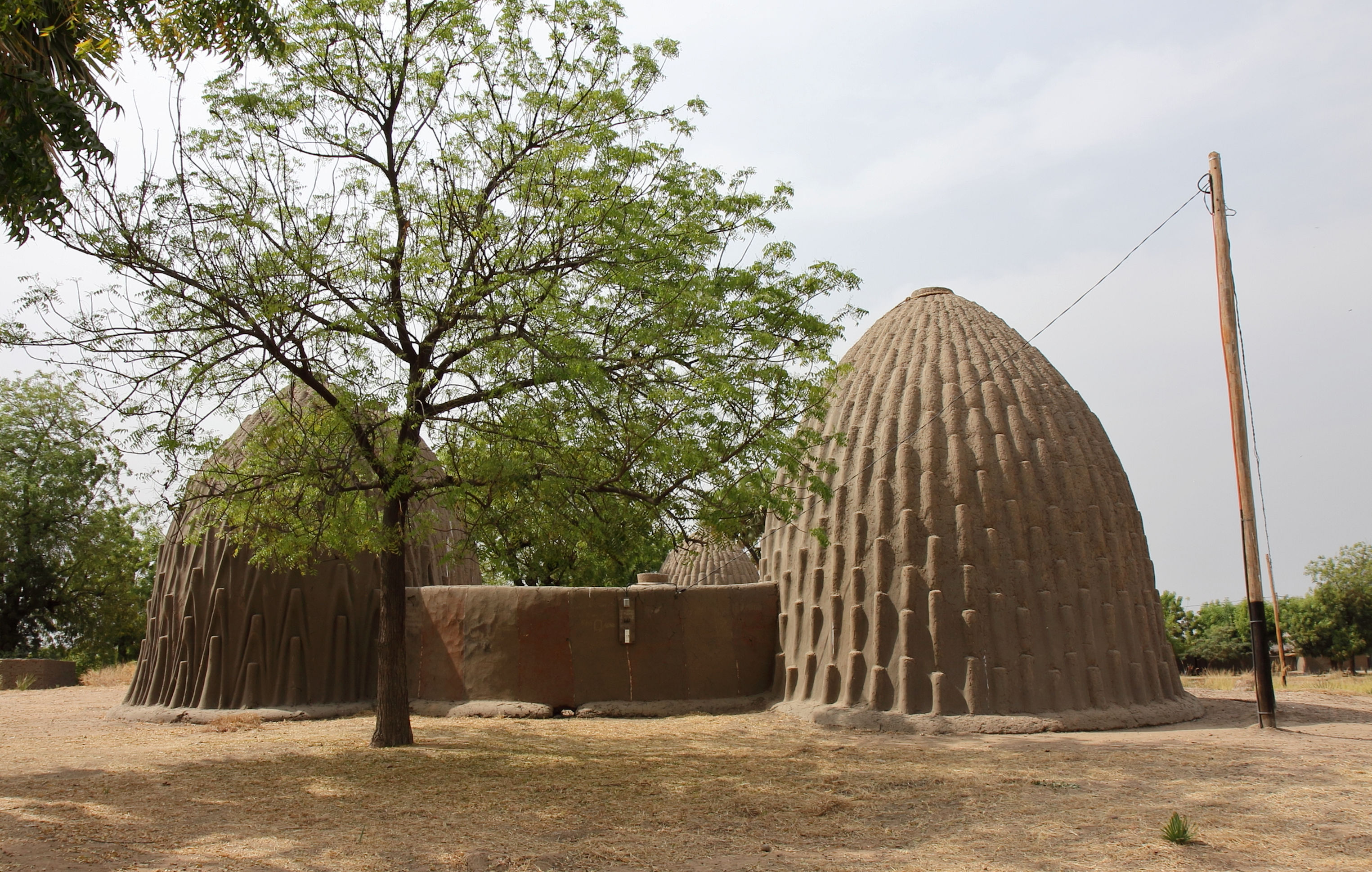
Case obus à Pouss.

Un des membres de l’expédition étant malade, ils doivent retourner à l’hôpital de Logone-Birni. 
Seconde remontée du Logone
L’expédition remonte de nouveau le Logone et ils y tuent un hippopotame.
Second séjour chez les Massa

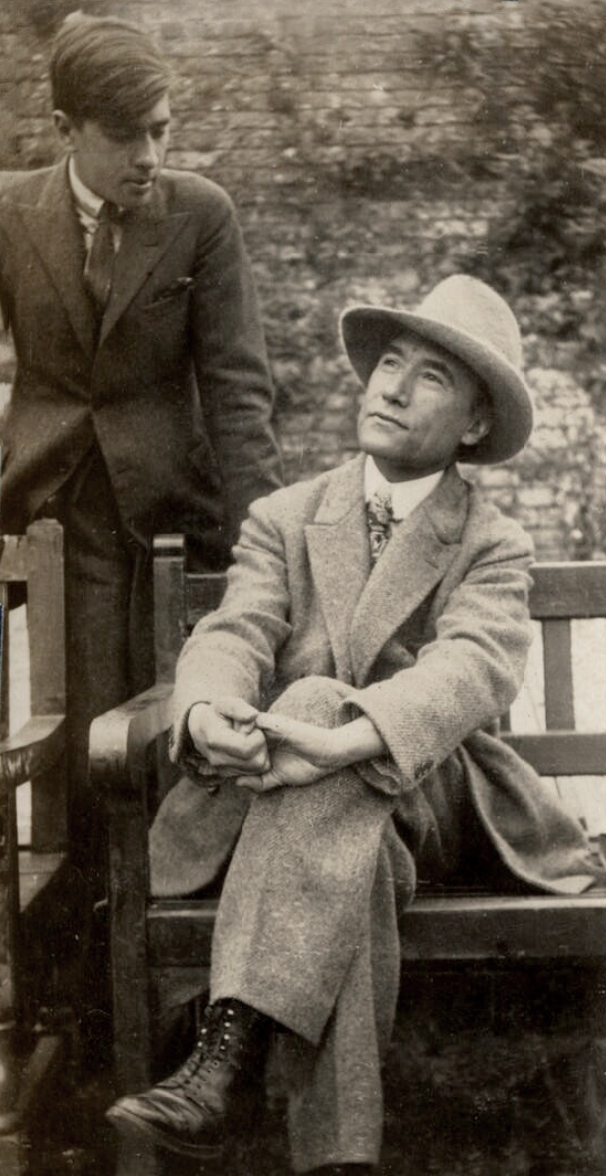
Marc Allégret et André Gide

Ils restent séjourner dans le sultanat de Mala chez les Massa durant une semaine pour filmer des scènes de la vie quotidienne pour le film homonyme de Marc Allégret : Voyage au Congo.
À travers la brousse - Maroua - départ d’Adoum
Poursuite de l’expédition du 20 au 26 mars à : Mala, Guirebedic, Gingleï, Bogo, Balasa, Maroua.
Il y rencontre le chef de circonscription Marc Chadourne.
Léré, Binder, Bibémi
Ils poursuivent de Maroua à Mindif en voiture puis continuent l’expédition à pied du 27 mars au 6 avril et font étape à : Lara, Domourou, Binder, Léré (village Moundang), Biparé, Golombé, Déou, Lamido de Bibemi et Djembati. 
Reï-Bouba
Ils arrivent sur le territoire de Rey-Bouba le 7 avril et font étape à Djoroum. Ils sont ensuite fortement escortés jusqu’à l’arrivée au lamidat. Le lamido les accueille en grande pompe. Ils poursuivent leur route à pied du 10 au 18 avril en faisant étape à :Tcholliré, Tsatsa, Haldou, Mandoukou, Gangassao et Mbang (village foulbé)
Ngaoundéré
Ils arrivent à Ngaoundéré le 19 avril et poursuivent leur expédition en faisant étape à : Amane, Nakourou, Keïgam tekal, Niafayel, Ganlaka, Tibati, Niandjida, Voudjiri, Samé, Bounguéré, Yoko, Matsa, N'Ghila (dernier jour dans la forêt). Le 24 avril, André Gide croise Théodore Monod qui part étudier les poissons du Lac Tchad.  Le 1er mai, son animal de compagnie Dindiki meurt (un lémurien donné par le chef de village Zaoro à Yanga près de Nola).
Ils arrivent à Yaoundé le 3 mai et à Douala le 7 mai. Le 14 mai, la boucle est bouclée : « Le navire a levé l’ancre et le Mont Cameroun disparaît lentement dans le brouillard ».

## Éditions
- Le Retour du Tchad, éditions Gallimard, 1928.